# Icterica circinata
Icterica circinata är en tvåvingeart som först beskrevs av Friedrich Hermann Loew 1873.  Icterica circinata ingår i släktet Icterica och familjen borrflugor. Inga underarter finns listade i Catalogue of Life.